# 馬克·帕金森
馬克·帕金森（英語：Mark Parkinson；1957年6月24日—）是美国的一位政治人物。在2009年至2011年期間，馬克·帕金森擔任第45任堪薩斯州州長職務。他的黨籍是民主黨。在擔任州長之前，他曾擔任堪萨斯州议会議員。